# Leslie Fiedler
Leslie Aaron Fiedler, född 8 mars 1917 i Newark, New Jersey, död 29 januari 2003 i Buffalo, New York var en judisk-amerikansk litteraturkritiker. Hans mest kända verk är Love and Death in the American Novel från 1960.